# A csónakok indulása, Étretat
A csónakok indulása, Étretat Claude Monet 1885-ös festménye.
1885 őszén Monet Étretat-ban, a La Manche partján festett. Amikor a rossz idő lehetetlenné tette a festést a szabadban, behúzódott az Hôtel Blanquet-be, és szobájában dolgozott tovább, amelynek ablaka a partra és a tengerre nyílt. Két képet készített innen, amelyek megegyeznek színhasználatukban, látószögükben és tárgyukban. Az egyik alkotás A csónakok indulása, Étretat, a másik a Csónakok a tengerparton Étretat-nál.
1885. november 24-ei, Alice Hoschedének, leendő feleségének küldött levelében azt írta, hogy délután, az esőben az ablakból festette a parton álló, kátrányos palánkokkal fedett, tárolásra használt régi bárkákat, majd megörökítette a csónakok kifutását.
Mindkét alkotás középpontjában a csónakok állnak, a felhasznált színek (pasztellkékek, -rózsaszínek, -bíborok és -zöldek) a tárgyak, felszínek nedvességét hangsúlyozzák. A kép bal oldalán divatosan öltözött nők csoportja látható. Mivel Monet szándékosan a turistaszezon után érkezett Étretat-ba, nem tudni, a nők valóban ott voltak a festés idején vagy csoportjuk a tőlük jobbra álló helyiek ellensúlya csak.
Monet a festményt 1892. december 21-én 6000 frankért adta el Paul Durand-Ruelnek, akitől az amerikai Potter Palmer vásárolta meg. Az Art Institute os Chicago Palmer örököseitől kapta meg a képet 1922-ben más alkotásokkal, köztük A Szajna-parton, Bennecourt című Monet-művel együtt.